# CLDR
El CLDR (sigla de Common Locale Data Repository) es un proyecto del Consorcio Unicode para proporcionar datos regionales en formato XML para su empleo en aplicaciones de ordenador. CLDR Contiene locale-información concreta que un sistema operativo típicamente proporcionará a aplicaciones. Esta información se utiliza en ICU, macOS de Apple, LibreOffice, MediaWiki e AIX de IBM, entre otras aplicaciones y sistemas operativos.
Entre los tipos de datos que CLDR incluye está:
- Traducciones de nombres de idiomas.
- Traducciones de territorios y nombres de países.
- Traducciones para nombres de moneda, incluyendo cantidades singulares y plurales.
- Traducciones para días de la semana, meses, eras y periodos de día, en sus formas completas y abreviadas.
- Traducciones para zonas horarias y ciudades de ejemplo (o similares) para zonas horarias.
- Traducciones para campos de calendario.
- Patrones para el formato de fechas u horas del día.
- Conjuntos de caracteres de ejemplo usados para escribir el idioma.
- Patrones para el formato de números.
- Reglas para la adaptada colación del idioma.
- Reglas para el formato de números en sistemas numerales tradicionales (como números romanos o armenios).
- Reglas para deletrear números y palabras.
- Reglas para transliterar entre guiones.

Se solapa a veces con ISO/IEC 15897 (configuración regional de POSIX). La información de configuración regional de POSIX se puede derivar de CLDR mediante alguna herramienta de conversión del mismo.
CLDR se lleva a cabo por el comité técnico de CLDR, el cual incluye empleados de IBM, Apple, Google, Microsoft y alguna organización del gobierno. El comité está presidido actualmente por John Emmons (IBM), con Mark Davis (Google) como vicepresidente.